# الفتيات الخارقات
الفتيات الخارقات (W.I.T.C.H.‎) مسلسل رسوم متحركة تلفزيونية مقتبس عن القصص المصورة الإيطالية فتيات. السلسلة التلفزيونية تروي قصة خمسة فتيات عاديات: ويل فاندوم حارسة الأرض ولديها قوة البرق وتحمل قلب كاندراكار (Will)، وإيرما ليا حارسة الماء (Irma)، وتاراني كوك وحارسة النار (Taranee)، وكورنليا هيل (Cornelia) حارسة التراب وهي مغرورة وشقراء جميلة ذات قلب حنون وتحب كاليب، وهاي لين (Hay Lin) حارسة الهواء، كاليب قائد المتمردين في مريديان ويحب كورنيليا، الأمير فوبس أمير ظالم وشرير يحب التعذيب والدمار للخارقات لكن سيتم سجنه، ولكن يهرب في الجزء 2 بمساعدة الشريرة ميريسا التي تسعى للانتقام من الكل؛ لأنهم أخذوا منها قلب كاندراكار وسجنوها فقد كانت من الحارسات القديمات لكنها فضلت الشر وقتلت إحدى الحارسات التي كانت معها ولذلك قام العراف بأخد منها قلب كندرا كار وقاموا بسجنها، لكن هربت بمساعدة صديقتها ميج وهي والدة كاليب كما انها جميلة وتجمع صفات جميع الفتيات، والأمير فوبوس يقتل على يد مساعده اللورد سيدرك عندما يحاول اقتحام كندرا كار فيقوم لورد سيدرك بالتهامه.
تم عرض هذا البرنامج المدبلج في ديسمبر 2007 على قناة إم بي سي 3 كعرض اولي في سنة 2009. إن هذا الكرتون هو جزء جانبي لـ نادي وينكس (بالإيطالية: Winx Club)‏.

## الشخصيات
- ويل WILL:.أسماء أخرى: wellonda. القوة: الأرض. وتكتسب قوة البرق لاحقاً وقوة التكلم مع الاجهزة الالكترونية. المهمة: قائدة الخارقات، تحولهم إلى الخارقات. الصفات: جميلة، أمها تعاقبها لعدم نجاحها في الامتحانات، قوية، شجاعة، لون شعرها أحمر. معلومات: هي فتاة جديدة في المدينة.
- هيلين HAY LIN:. أسماء أخرى: ko hay lin .القوة: الهواء. بالإضافة إلى التخفي. الصفات: جميلة، مضحكة، ناجحة، ترجع إلى جدتها في أمور الخارقات، قوية، سريعة، تطير برشاقة، تحب التزلج، لون شعرها أزرق، تحب الرسم. معلومات: تحب ويل.
- كورنيليا CORNELIA: أسماء أخرى: CORNE ORG. القوة: التراب. وحمل الاشياء. الصفات: جميلة، تحب كاليب، تهتم بنفسها، تحب إيليون لأنها أعز أصدقائها، شعرها طويل. معلومات: شعرها لونه أصفر.
- يارما Irma: أسماء أخرى: SORMANDA. القوة: الماء. وجعل الاخرين ينفذون افكارها. الصفات: رائعة دائماً يختارونها كطعم، قويـــــــة، تحب الفروسية، تحب النكات. معلومات: لون شعرها بني.
- تيرانيtaranee: أسماء أخرى: TEER NARY، FAIR RIRL. القوة: النار. والتخاطر. الصفات: ترتدي نظارات، قوية، تحب ويل، دائمًا تصرخ (يا أمي) في أي وقت، سريعة. معلومات: لون شعرها أزرق غامق.

## شارة المسلسل
1. هل تعرفون من منا هي قوة النار؟
2. ومن منا هي قوة الماء؟
3. من منا قوة التراب؟ ومن هي قوة الأرض؟ ومن هي قوة الهواء؟
4. متى تجتمع قوانا فنحن الفتيات الخارقات
5. نطير، نقاتل، للخير نصد الأشرار عن عالمنا كثير أخطار
6. تنقلنا بوابة الستار، لنكتشف الأسرار
7. الخارقات
8. ننقذ عالمنا مع كاليب وبلانك نحن الفتيات الخارقات.

## أداء الأصوات

### الجزء الأول
- ميادة درويش
- مي سكاف
- رولا ذيبان
- منصور السلطي
- ملك مرقدة
- حنان شقير
- عادل أبو حسون
- محمد مصطفى
- مروان فرحات

### الجزء الثاني
- ميادة درويش
- مروان فرحات
- فاطمة سعد
- عادل أبو حسون
- ملك مرقدة
- منصور السلطي
- هزار الحرك
- رائفة أحمد
- محمد مصطفى

### طاقم العمل

#### الموسم الأول
- الترجمة: أشرف حسين، هشام فهمي، إليشوا حنا، منار عمار
- الإعداد: ثناء سليمان، حسان الربع، حنا يوسف
- التدقيق اللغوي: ليس حجل
- التسجيل: ليلى الصري
- كلمات الشارة: إياد الريماوي
- غناء: ديمة اسكندر
- تصميم الخطوط: نزار عركوش
- الإشراف العام: منى سمعان
- الإشراف الفني: م. خالد وظائفي (مدرجة باسم م. خالدوظائفي)
- تمت عمليات الدوبلاج في استديوهات تنوير جوزيف سمعان

#### الموسم الثاني
- إعداد: ثناء سليمان، سوسن صيداوي، شكران الحسيني
- الترجمة: أشرف حسين، يوسف السمان، هشام فهمي
- كلمات الشارة: إياد الريماوي
- غناء: ديمة اسكندر
- متابعة إنتاج: نضال أبو ليل
- التسجيل: حسان الربع
- المكساج: ماهر غلاييني
- مونتاج وجرافيك: هادي عبد الحميد
- الإشراف العام: منى سمعان
- الإشراف الفني: جمال العقاد
- تمت عمليات الدوبلاج في استديوهات تنوير جوزيف سمعان (مدرجة باسم استديوهات- تنوير جوزيف سمعان)